# 菲维扎诺
菲维扎诺（義大利語：Fivizzano），是意大利托斯卡纳大区马萨-卡拉拉省的一个市镇。总面积180平方公里，人口8591人，人口密度47.7人/平方公里（2009年）。ISTAT代码为045007。